# Сімутенков Ігор Віталійович
Ігор Віталійович Сімутенков (рос. Игорь Витальевич Симутенков, нар. 3 квітня 1973, Москва) — колишній радянський та російський футболіст, що грав на позиції нападника. По завершенні ігрової кар'єри — футбольний тренер. Наразі входить до тренерського штабу клубу «Зеніт». Майстер спорту СРСР.
Як гравець насамперед відомий виступами «Динамо» (Москва), а також національну збірну Росії.

## Клубна кар'єра
Народився 3 квітня 1973 року в місті Москва. Почав грати 1981 року в московській СДЮШОР «Зміна» (перший тренер — В. І. Лопандін). Потім грав у ЕШВСМ (1985—1989). У московському «Динамо» з 1990 року. За дублюючий склад провів 17 ігор і забив 1 гол.
В основному складі «Динамо» дебютував 25 вересня 1990 року в домашньому матчі чемпіонату проти «Паміру» (Душанбе) — 2:1. За московське «Динамо» провів 132 офіційні матчі (104 у чемпіонатах СРСР і Росії, 14 у Кубку СРСР і Росії і 14 в єврокубках) та був одним з головних бомбардирів команди, забивши 68 голів (44, 7 та 5 відповідно).
1994 року відправився в Італію, де виступав за «Реджяна», з якою двічі вилітав до Серії В, а також «Болонью».
1999 року перейшов в іспанське «Тенерифе», якому сезоні 2000/01 допоміг вийти до Ла Ліги.
2002 року перейшов в американський клуб «Канзас-Сіті Візардс», ставши першим росіянином в МЛС. 2004 року у фіналі Відкритого кубка США Ігор забив золотий гол у додатковий час у ворота «Чикаго Файр», принісши своїй команді трофей.
На початку 2005 року повернувся на батьківщину, підписавши контракт з «Рубіном», проте пробитись до основної команди не зумів, і виступав здебільшого в матчі дублерів.
Завершив професійну ігрову кар'єру у клубі «Динамо» (Воронеж), що виступав у третьому за рівнем дивізіоні Росії.

## Виступи за збірну
17 серпня 1994 року дебютував в офіційних матчах у складі національної збірної Росії в товариському матчі проти збірної Австрії, в якому відразу відзначився голом.
У складі збірної був учасником чемпіонату Європи 1996 року в Англії, де зіграв у двох матчах.
Протягом кар'єри у національній команді, яка тривала 5 років, провів у формі головної команди країни 20 матчів, забивши 9 голів.

## Кар'єра тренера
Розпочав тренерську кар'єру невдовзі по завершенні кар'єри гравця, в січні 2007 року, очоливши тренерський штаб клубу «Торпедо-РГ», що виступало в зоні «Захід» Другого дивізіону.
З 10 серпня 2007 року — головний тренер юнацької збірної Росії, складеної з футболістів 1993 року народження.
1 січня 2010 року став тренером «Зеніту» (Санкт-Петербург), де став допомагати Лучано Спаллетті.

## Статистика

### Клубна
| Сезон   | Клуб                  | Ліга             | Ігор/Голів |
| ------- | --------------------- | ---------------- | ---------- |
| 1990    | «Динамо» (Москва)     | Вища ліга        | 01/0       |
| 1991    | «Динамо» (Москва)     | Вища ліга        | 18/3       |
| 1992    | «Динамо» (Москва)     | Вища ліга        | 24/4       |
| 1993    | «Динамо» (Москва)     | Вища ліга        | 33/16      |
| 1994    | «Динамо» (Москва)     | Вища ліга        | 28/21      |
| 1994–95 | «Реджяна»             | Серія A          | 15/4       |
| 1995–96 | «Реджяна»             | Серія B          | 33/8       |
| 1996–97 | «Реджяна»             | Серія A          | 30/6       |
| 1997–98 | «Реджяна»             | Серія B          | 19/2       |
| 1998–99 | «Болонья»             | Серія A          | 14/3       |
| 1999-00 | «Тенерифе»            | Сегунда Дивізіон | 17/1       |
| 2000–01 | «Тенерифе»            | Сегунда Дивізіон | 28/3       |
| 2001–02 | «Тенерифе»            | Ла Ліга          | 09/0       |
| 2002    | «Канзас-Сіті Візардс» | МЛС              | 19/4       |
| 2003    | «Канзас-Сіті Візардс» | МЛС              | 21/7       |
| 2004    | «Канзас-Сіті Візардс» | МЛС              | 09/1       |
| 2005    | «Рубін»               | Прем'єр-ліга     | 01/0       |
| 2006    | «Динамо» (Воронеж)    | Другий дивізіон  | 17/4       |

## Досягнення

### Командні
- Володар Кубка Росії: 1994/95
- Срібний призер чемпіонату Росії: 1994
- Бронзовий призер чемпіонату Росії: 1992, 1993

### Особисті
- Футболіст року в Росії: 1994 (за результатами опитування тижневика «Футбол»).
- Футболіст року в Росії: 1994 (за результатами опитування газети «Спорт-Експрес»).
- Найкращий бомбардир чемпіонату Росії: 1994 (21 гол у 28 матчах).
- В списках «33 найкращих футболістів країни» 3 рази: в 1992, 1993 — № 2, в 1994 — № 1.

## Справа Сімутенкова
2001 року Ігор Сімутенков, який в цей час виступав за іспанський «Тенерифе», зажадав від Королівської федерації футболу Іспанії припинити дискримінацію його трудових прав, так як в іспанському футболі на той момент існував «ліміт на легіонерів» — громадян країн, що не входять в Євросоюз. Через цей Ігор з'являвся на полі не дуже часто. Сімутенков вирішив, що це суперечить Угоді про партнерство та співробітництво між Російською Федерацією та Європейським союзом, згідно з якою російські громадяни не можуть бути піддані будь-якій трудовій дискримінації на території ЄС. Федерація відхилила цей запит, і Сімутенков вирішив звернутися до суду. Знадобилося кілька інстанцій та років, щоб 2005 року Європейський суд визнав, що Сімутенков має рацію, і російські футболісти не можуть вважатися «легіонерами». Таким чином, «справа Сімутенкова» може вважатися продовженням справи Босмана, особливо з урахуванням того, що подібні двосторонні договори підписані Євросоюзом з безліччю країн, в тому числі і з Україною.